# Chí Anh
Chí Anh (sinh năm 1978) là nam vũ công, kiện tướng khiêu vũ thể thao, biên đạo múa, huấn luyện viên người Việt Nam.

## Sự nghiệp
Năm 2002, Chí Anh cùng Khánh Thi du học tại Pháp để củng cố thêm kỹ năng vũ đạo. Sau khi quay trở lại Việt Nam, cả hai tham gia nhiều cuộc thi lớn trong và ngoài nước. Hiện anh là huấn luyện viên cho các vận động viên khiêu vũ thể thao.
Từ năm 2010 tới 2016, anh làm giám khảo cho cuộc thi truyền hình Bước nhảy hoàn vũ.
Năm 2017, anh giữ vị trí chủ tịch Hiệp hội Khiêu vũ Việt Nam. Tại SEA Games 30 tổ chức tại Philippines (2019), Chí Anh cùng Khánh Thi là hai huấn luyện viên cho đội tuyển Việt Nam ở bộ môn khiêu vũ thể thao, toàn đội giành được 2 huy chương vàng, 7 huy chương bạc và 2 huy chương đồng.

## Đời tư
Chí Anh từng có khoảng thời gian hẹn hò với đồng nghiệp, vũ công Khánh Thi khi cả hai lần đầu gặp nhau vào năm 1999. Năm 2002, họ tới Pháp du học để rèn luyện thêm kỹ năng vũ đạo. Cặp đôi chia tay vào năm 2009 sau 10 năm gắn bó.
Sau mối quan hệ này, anh hẹn hò với học trò Nhã Khanh nhưng chia tay sau đó không lâu. Năm 2016, anh kết hôn với một người phụ nữ tên Khánh Linh, nhỏ hơn anh 20 tuổi.